# The Foundling (film 1915)
The Foundling è un film muto del 1915 diretto da John B. O'Brien e Allan Dwan.

## Produzione
Il film, prodotto da Mary Pickford per la Famous Players Film Company, fu girato nel 1915. In quell'anno, la pellicola originale  andò persa a causa di un incendio prodottosi negli Studi della Famous Players a New York l'11 settembre.

## Distribuzione
Il film non uscì perché venne distrutto in un incendio. Ne venne fatto immediatamente un remake, sempre con il titolo The Foundling,  che uscì nel 1916, girato in tutta fretta per contenere i danni e usando gli stessi attori e il medesimo cast tecnico di questa versione.